# Жомбор-Маррей, Натан
Натан Жомбор Маррей (англ. Nathan Zsombor-Murray; род. 28 апреля 2003, Монреаль, Квебек) — канадский прыгун в воду, бронзовый призёр летних Олимпийских игр 2024 года, призёр чемпионата мира 2022 года, трёхкратный серебряный призёр Панамериканских игр 2019 и 2023 годов. Участник летних Олимпийских игр 2020 и 2024 годов.

## Биография
Натан Жомбор-Маррей родился в 2003 году в Монреале, в Канаде.
В возрасте 14 лет Жомбор-Маррей дебютировал на чемпионате мира в 2017 году, где занял пятое место в синхронных прыжках с вышки в миксте вместе с Миган Бенфейто. Осенью 2019 года завоевал серебро на Панамериканских играх в Лиме, Перу.
В 2021 году принял участие в летних Олимпийских играх в Токио. В индивидуальных прыжках с десятиметровой вышки он занял 13-е место, а в синхронных прыжках в паре с Винсеном Рендо стал пятым.
На чемпионате мира по водным видам спорта 2022 года в Будапеште, Натан завоевал бронзовую медаль в синхронных плаваниях на 10-метровой вышке вместе с партнером Райланом Винсом.
На летних олимпийских играх в Париже, в синхронных прыжках с вышки стал бронзовым призёром олимпийского турнира. Его партнёром был Райлан Винс, а итоговый результат составил — 422,13 баллов.